# Sans Souci-paladset
Sans Souci-paladset er et tidligere kongeligt slot på Haiti, der var residens for kong Henri den 1. (bedre kendt som Henri Christophe). Det er beliggende i byen Milot i provinsen Nord.
Byggeriet blev påbegyndt i 1810, og slottet stod færdigt i 1813. Navnet er fransk og betyder direkte oversat "uden bekymringer". Samme betydning ligger bag Sanssouci i Berlin og danske Sorgenfri Slot. Førstnævnte udgjorde desuden den arkitektoniske inspiration. 
Tæt ved slottet findes fæstningsværket Citadelle Laferrière, der blev opført efter dekret fra Henri Christophe for at imødegå en frygtet fransk invaasion. Henri Christophe begik selvmord på paladsets grund i 1820 og blev begravet i citadellet. 
Et alvorligt jordskælv i 1842 ødelagde en betragtelig del af paladset og den nærliggende by Cap-Haïtien. Paladset blev aldrig genopført. Siden 1982 har UNESCO haft ruinerne – og Citadelle Laferrière – på sin verdensarvsliste.
19°36′16.89″N 72°13′6.95″V / 19.6046917°N 72.2185972°V